# اللغة الكورنية
اللغة الكورنية (بالكورنية:Kernewek أو Kernowek) هي لغة كلتية اعتبرت لفترة لغة ميتة لكن قامت عملية إحياء للغة في بداية القرن العشرين نتج عنها 2000 متحدث بطلاقة عام 2008.